# Mean Ol' Frisco
Mean Ol' Frisco — дебютний студійний альбом американського блюзового музиканта Артура «Біг Бой» Крудапа, випущений у 1962 році лейблом Fire.

## Опис
Музичний продюсер Боббі Робінсон, власник лейблів звукозапису Fire Records і Fury Records, поїхав на ферму у Віргінію (де на той момент працював Крудап) і зміг переконати його повернутися до музики (він залишив її у 1959 році) і попросив приїхати на студію звукозапису.
Крудап прибув на студію до Нью-Йорку, де за один день записав 24 композиції і наступного ранку повернувся додому на роботу. Альбом включає найвідоміші пісні Крудапа, які раніше виходили на синглі. Серед них — блюзові стандарти «That's Alright» і «Rock Me Mama».

## Список композицій
1. «Mean Old Frisco» (Артур Крудап) — 2:31
2. «Look on Yonder's Wall» (Артур Крудап) — 2:16
3. «That's Alright» (Артур Крудап) — 2:17
4. «Ethel Mae» (Артур Крудап, А. Джексон) — 2:19
5. «Too Much Competition» (Артур Крудап) — 2:35
6. «Standing at My Window» (Артур Крудап) — 2:12
7. «Rock Me Mama» (Артур Крудап) — 2:23
8. «Greyhound Bus» (Артур Крудап) — 2:35
9. «Coal Black Mare» (Артур Крудап, Чарлі Паттон) — 2:47
10. «Katie Mae» (Артур Крудап) — 2:47
11. «Dig Myself a Hole» (Артур Крудап) — 2:20
12. «So Glad You're Mine» (Артур Крудап, А. Джексон) — 2:45

## Учасники запису
- Артур Крудап — вокал, гітара, бас, ударні

Технічний персонал
- Боббі Робінсон — продюсер
- Джек Волкер — текст до обкладинки